# Paduniella bifida
Paduniella bifida är en nattsländeart som beskrevs av Li och Morse 1997. Paduniella bifida ingår i släktet Paduniella och familjen tunnelnattsländor. Inga underarter finns listade i Catalogue of Life.